# Lipowiec (powiat biłgorajski)
Lipowiec – wieś w Polsce położona w województwie lubelskim, w powiecie biłgorajskim, w gminie Tereszpol.
| SIMC    | Nazwa  | Rodzaj    |
| ------- | ------ | --------- |
| 0901944 | Góry   | część wsi |
| 0901950 | Koniec | część wsi |
| 0901967 | Ulica  | część wsi |

W latach 1975–1998 miejscowość należała administracyjnie do województwa zamojskiego. Według Narodowego Spisu Powszechnego (III 2011 r.) liczyła 546 mieszkańców i była czwartą co do wielkości miejscowością gminy Tereszpol. Wieś stanowi sołectwo gminy Tereszpol.
Wierni Kościoła rzymskokatolickiego należą do parafii Matki Bożej Częstochowskiej w Tereszpolu.

## Historia
Kalendarium historii Lipowca
1534 – pierwsze wzmianki o istnieniu wsi.
1564 – wieś należała wówczas do rodu Latyczyńskich.
1603 – część wsi nabył Jan Zamoyski i włączył do ordynacji zamojskiej.
1827 – wieś liczyła 58 domostw, zamieszkałych przez 389 chłopów.
1880 – wieś zamieszkiwało 563 mieszkańców (w tym 378 unitów i 5 żydów).
1900 – budowa szkoły podstawowej.
1921 – wieś liczyła 138 domostw oraz 769 mieszkańców.
1943 – wysiedlono ludność Lipowca na prace przymusowe do hitlerowskich Niemiec.
1951 – powstanie Ochotniczej Straży Pożarnej w Lipowcu.
1984 – wybudowanie i poświęcenie drewnianego kościoła pw. Miłosierdzia Bożego.
2008 – wieś liczyła 186 domostw.